# تامی پریم
تامی پریم (انگلیسی: Tommy Prim؛ زادهٔ ۲۹ ژوئیهٔ ۱۹۵۵) دوچرخه‌سوار اهل سوئد است.
از باشگاه‌هایی که در آن بازی کرده‌است می‌توان به تیم دوچرخه‌سواری بیانکی اشاره کرد.